# Yacht Club Games
Yacht Club Games, LLC — американська незалежна студія розробки відеоігор і видавець, заснована у 2011 році колишнім директором WayForward Technologies Шоном Веласко.  Компанія анонсувала свою першу гру, Shovel Knight, 14 березня 2013 року та випустила її 26 червня 2014 року після успішної кампанії на Kickstarter.  У 2016 році компанія оголосила, що почне видавництво ігор від інших компаній, і що їх першою виданою грою буде Azure Striker Gunvolt: Striker Pack, збірка, що містить Azure Striker Gunvolt і Azure Striker Gunvolt 2, яка була випущена пізніше того ж року.  Їх другим виданим тайтлом була Cyber Shadow, гра, розроблена Mechanical Head Studios, яка була випущена у 2021 році. У лютому 2022 року компанія анонсувала свій другий оригінальний тайтл Mina the Hollower. 

## Список розроблених ігор
| рік      | Назва                               | Жанр                                  | Платформа | Додаткові нотатки                                                                                          |
| -------- | ----------------------------------- | ------------------------------------- | --- | --- |
| 2014 рік | «Shovel Knight: Shovel of Hope»     | Платформер                            | Amazon Fire TV, Linux, macOS, Microsoft Windows, Nintendo 3DS, Nintendo Switch, PlayStation 3, PlayStation 4, PlayStation Vita, Wii U, Xbox One | Спочатку випущений просто як «Shovel Knight», але пізніше перейменований із підзаголовком «Shovel of Hope» |
| 2015 рік | «Shovel Knight: Plague of Shadows»  | Платформер                            | Amazon Fire TV, Linux, macOS, Microsoft Windows, Nintendo 3DS, Nintendo Switch, PlayStation 3, PlayStation 4, PlayStation Vita, Wii U, Xbox One | Пакет розширення для «Shovel Knight»                                                                       |
| 2017 рік | «Shovel Knight: Spectre of Torment» | Платформер                            | Amazon Fire TV, Linux, macOS, Microsoft Windows, Nintendo 3DS, Nintendo Switch, PlayStation 3, PlayStation 4, PlayStation Vita, Wii U, Xbox One | Пакет розширення для «Shovel Knight»                                                                       |
| 2019 рік | «Shovel Knight: King of Cards»      | Платформер                            | Amazon Fire TV, Linux, macOS, Microsoft Windows, Nintendo 3DS, Nintendo Switch, PlayStation 3, PlayStation 4, PlayStation Vita, Wii U, Xbox One | Пакет розширення для «Shovel Knight»                                                                       |
| 2019 рік | «Shovel Knight Showdown»            | Файтинг                               | Amazon Fire TV, Linux, macOS, Microsoft Windows, Nintendo Switch, PlayStation 3, PlayStation 4, Wii U, Xbox One                                 | Пакет розширення для «Shovel Knight»                                                                       |
| 2021 рік | «Shovel Knight Pocket Dungeon»      | Dungeon crawl, Головоломка, Roguelike | macOS, Microsoft Windows, Nintendo Switch, PlayStation 4                                                                                        | Запис із серії «Shovel Knight». Розроблено спільно з Vine.                                                 |
| 2022 рік | «Shovel Knight Dig»                 | Dungeon crawl, Roguelike, Платформер  | Apple Arcade, Microsoft Windows, Nintendo Switch                                                                                                | Запис із серії «Shovel Knight» . Розроблено спільно з Nitrome .                                            |
| TBA      | «Mina the Hollower»                 | Пригодницький бойовик                 | Microsoft Windows, macOS, Linux | Н/Д |

## Список виданих ігор
| рік      | Назва                                 | Розробник               | Жанр                | Платформа(и)                                                                             | Додаткові нотатки                                                      |
| -------- | ------------------------------------- | ----------------------- | ------------------- | ---------------------------------------------------------------------------------------- | ---------------------------------------------------------------------- |
| 2016 рік | «Azure Striker Gunvolt: Striker Pack» | Inti Creates            | Бойовик, платформер | Nintendo 3DS                                                                             | Фізична компіляція «Azure Striker Gunvolt» і «Azure Striker Gunvolt 2» |
| 2021 рік | «Cyber Shadow»                        | Mechanical Head Studios | Бойовик, платформер | Linux, macOS, Microsoft Windows, Nintendo Switch, PlayStation 4, PlayStation 5, Xbox One | Н/Д                                                                    |